# Radiocomunicație
Radiocomunicația reprezintă telecomunicația realizată cu ajutorul undelor radioelectrice ghidate sau nu. Radiocomunicația presupune existența unor radioemițătoare care produc energie electromagnetică pe care o radiază în spațiu prin antenele de emisie. Undele radioelectrice sunt captate de antenele de recepție și sunt transformate de radioreceptoare în semnalele electrice corespunzătoare informației transmise. Calitatea informației recepționate depinde de raportul semnal/zgomot la recepție. 
Se deosebesc, radiocomunicațiile unilaterale (într-un singur sens) și cele bilaterale (în ambele sensuri). În primul caz, un radioemițător transmite informație unui singur sau mai multor radioreceptoare (d. ex. radiodifuziunea). În cel de-al doilea caz există cel puțin două radioemițătoare și două radioreceptoare care transmit mesaje, într-un sens dar și în sensul opus, simultan (prin sistemul duplex), sau succesiv (în sistemul simplex), folosindu-se de frecvențe purtătoare diferite, sau aceeași frecvență purtătoare. 
După tipul de modulație se disting radiocomunicațiile cu modulație în amplitudine, cu modulație în fază, cu modulație în perioadă, cu modulație în impulsuri (în poziție de durată, în cod), modulație multiplă etc. 
După informația transmisă, care determină și banda de frecvențe alocată în domeniul undelor radio prin regulamente internaționale se disting mai multe servicii în radiocomunicații: radiodifuziune, radiocomandă, radiotelefonie, radiotelegrafie, radioreperaj, radiogoniometrie, radiometeorologie, radiocomunicații prin satelit etc.

## Legături externe
- Materiale media legate de Radiocomunicație la Wikimedia Commons
- de  Radio pe Curlie
- de  Deutsche Radiosammler- und Rundfunkhistorie-Website
- de Werdegang von modernen Radioapparaten. În: Wiener Bilder, 10 mai 1925, p. 8 (accesibil online pe site-ul ANNO)